# 飯田菜々
飯田菜々（いいだなな、1993年7月1日 - ）は、日本のプロボウラー。東京都足立区出身。JPBA第48期生。ライセンスNo.530（2015年交付）
サンスクエアボウル所属。用具契約はレジェンドスター。

## リンク
JPBA日本プロボウリング協会選手データ飯田菜奈
王子駅前サンスクエアボウル
| スタブアイコン | サブスタブ | この項目は、まだ閲覧者の調べものの参照としては役立たない、スポーツ関係者に関連した書きかけの項目です。この項目を加筆・訂正などしてくださる協力者を求めています（P:スポーツ/PJ:スポーツ人物伝）。 |